# Pontopsyllus elongatus
Pontopsyllus elongatus is een eenoogkreeftjessoort uit de familie van de Pontopsyllidae. De wetenschappelijke naam van de soort is voor het eerst geldig gepubliceerd in 1894 door Scott T..